# Оттерштадт
Оттерштадт (нем. Otterstadt) — община в Германии, в земле Рейнланд-Пфальц. 
Входит в состав района Рейн-Пфальц. Подчиняется управлению Вальдзее.  Население составляет 3314 человек (на 31 декабря 2010 года). Занимает площадь 15,57 км².